# 1974 en Alberta
Chronologie de l'Alberta
- 1970
- 1971
- 1972
- 1973
- 1974
- 1975
- 1976
- 1977
- 1978

Cette page concerne des événements qui se sont produits durant l'année 1974 dans la province canadienne de l'Alberta.

## Politique
- Premier ministre :  Peter Lougheed du parti Progressiste-conservateur
- Chef de l'Opposition : Robert C. Clark
- Lieutenant-gouverneur :  J. W. Grant MacEwan puis Ralph Garwin Steinhauer.
- Législature :

## Événements
- Mise en service :
  - du Westview Heights, immeuble de logements de 117 mètres de hauteur situé 825 8 Avenue SW à Calgary[1].
  - du 10025 102A Avenue, immeuble de bureaux de 103 mètres de hauteur,10025 102A Avenue à Edmonton[2].

## Naissances
- 15 mars : Stacy Roest (né à Lethbridge), joueur professionnel canadien de hockey sur glace[3].
- 17 mars : Mickey Elick (né à Calgary), joueur professionnel canadien de hockey sur glace.
- 11 avril : Tricia Helfer,  mannequin et actrice canadienne. Elle est essentiellement connue pour ses rôles de Charlotte Richards dans la série Lucifer, Numéro Six dans la série télévisée Battlestar Galactica et de l'avocate d'affaires Alex Clark dans la série The Firm, dérivée du film du même nom.
- 1 mai : Rick Girard (né à Edmonton), joueur de hockey sur glace germano-canadien.
- 11 mai : Mike Rathje (né  à Mannville), joueur professionnel canadien de hockey sur glace.
- 8 juillet : Jim Hillyer(né à Lethbridge et décédé le 23 mars 2016 à Toronto), homme politique canadien.
- 14 juillet : Nathan Dempsey (né à Spruce Grove), joueur professionnel canadien de hockey sur glace.
- 1 août : Beckie Scott, née à Vegreville, une skieuse de fond canadienne. Elle est licenciée au Vermilion Nordic Ski Club.
- 10 août : Paul Boehm, né à Calgary, skeletoneur canadien.
- 1 octobre : Domenic Pittis, aussi appelé Domenico Pittis, (né à Calgary), joueur professionnel de hockey sur glace canado-italien. Son jeune frère, Jonathan, est également un hockeyeur professionnel.
- 7 novembre : Michelle Kelly, née à Grande Prairie, skeletoneuse canadienne.
- 8 novembre : Blake Richards (né à Olds) , homme politique canadien. Il a été élu à la Chambre des communes sous la bannière conservatrice lors des élections de mai 2011 dans le comté de Wild Rose. Il est, depuis 2015, député de la circonscription de Banff—Airdrie.
- 31 décembre : Scott B. Nichol (né à Edmonton), joueur professionnel canadien de hockey sur glace. Il évolue à la position d'attaquant[4].